# نبيل أبو حمد
نبيل أبو حمد هو رسام كاريكاتوري ساخر.

## أعماله
انتج نبيل أبو حمد مؤلفات عديدة منها: 
- عام بـ «هواء» وهي لوحات وجهية كاريكاتورية لشخصيات عربية وعالمية (1981).
- وجوه وهي مجموعة أخرى من الوجوه (1986).
- رسم قصائد الشعراء مثل نزار قباني وانطوان رعد وغازي القصيبي بطريقة الليثوغراف الملون.
- «عبق نساء عرق رجال» وهي مجموعة قصصية (1995).
- «الضرب على العصب» وهي مجموعة قصصية (1999).
- «العطيلي» وهي رواية (2002).
- «اللصوص» وهي مجموعة قصصية (2007).

له اهتمامات أخرى، فهو يشتغل على إنتاج مسلسل لافلام دمى متحركة، ويدير مع قاعة للعروض التشكيلية في لندن، ومدير فني لمجلة الحوادث ورسام كاريكاتور جريدة المستقبل.